# El Ges
El Ges es una localidad española del municipio de Alàs i Cerc, perteneciente a la provincia de Lérida, en la comunidad autónoma de Cataluña.

## Historia
Hacia mediados del siglo XIX, el lugar tenía contabilizadas 15 casas. Aparece descrito en el octavo volumen del Diccionario geográfico-estadístico-histórico de España y sus posesiones de Ultramar de Pascual Madoz de la siguiente manera:

GES: l. que forma ayunt. con Serch, alternando el alcalde todos los años de uno á otro pueblo, en la prov. de Lérida, part. jud. y dióc, de Urgel. sit. en medio de la pendiente de un cerro, que forma un ramal de la montaña de Cadí, y con esposicion al E.: le combaten los vientos de N. y E., y el clima, aunque bastante frio, es saludable. Tiene 15 casas que componen una mala calle, y es anejo de la parr. de Serch, cuyo cura le sirve; fuera del pueblo se halla el cementerio bien sit. y que no perjudica á su salubridad. El térm. de este l. unido con el de Serch, se estiende 2 leg. de N. á S. y 1 1/2 de E. á O.; confinando N. con el de Seo de Urgel; E. con el de Alás y Ortedó; S. Adrahent, y O. con el de la Bastida de Ortons: se encuentran en él vanas fuentes de buenas aguas; y le atraviesa un riachuelo llamado de las Torres que nace en la montaña de Cadi, y desagua en el Segre 1/4 de hora mas abajo del pueblo de Alás: durante su curso de 2 legua, riega en este térm. algunos pequeños prados y huertos: los caminos dirigen á los pueblos circunvecinos en mal estado; recibiendo la correspondencia de la adm. de la Seo por espreso que mandan los interesados. prod.: trigo, patatas, legumbres y pastos, con los cuales se cria ganado lanar, cabrio y de cerda: hay caza de liebres, conejos y perdices. pobl.: 23 vec., 140 alm. cap. imp.: 19,813 rs. contr.: el 14'28 por 100 de esta riqueza; en la cual, lo mismo que el número de vec. y alm. , está comprendido en el pueblo de Serch (V.)
(Madoz, 1847, p. 391)

En la actualidad pertenece al municipio de Alàs i Cerc. En 2022, tenía empadronados 16 habitantes.